# بلاك بيري ديتيك50
بلاك بيري ديتيك (بالإنجليزية: BlackBerry DTEK50)‏ هو هاتف ذكي يعمل بنظام أندرويد، تم تطويره وتوزيعه بالتعاون بين بلاك بيري ليميتد وتصنيعه بواسطة تي سي إل. ثمة نموذجان من ديتيك: ديتيك50 وهو نسخة معدلة ومعروضة تجاريًا من جهاز ألكاتيل آيدول 4 الذي أصدرته تي سي إل في 26 يوليو 2016؛ وديتيك60 وهو نسخة معدلة ومعروضة تجاريًا من جهاز ألكاتيل آيدول 4S الذي أصدرته تي سي ال في 25 أكتوبر 2016. تعد هواتف ديتيك ثاني وثالث هواتف بلاك بيري التي تعمل بنظام أندرويد بعد بلاك بيري بريف. مثل البريف، تم تخصيص نظام التشغيل أندرويد لديتيك بميزات مستوحاة من تلك الموجودة في أنظمة بلاك بيري الخاصة، بالإضافة إلى تحسينات أمان الأجهزة والبرامج (مثل برنامج ديتيك الذي يحمل نفس الاسم).

### الأجهزة
تم تصنيع جهاز ديتيك بواسطة تي سي إل، حيث يشبه ديتيك50 في تصميمه جهاز ألكاتيل آيدول 4، بينما يشبه ديتيك60 جهاز ألكاتيل آيدول 4S. يعمل جهاز ديتيك50 بشريحة نظام ثماني النواة من كوالكوم سنابدراجون 617 مع 3 جيجابايت من ذاكرة الوصول العشوائي، ويتميز بشاشة عرض LCD IPS قياس 5.2 بوصة وبدقة 1080 بكسل، بينما يعمل جهاز ديتيك60 بشريحة كوالكوم سنابدراجون 20 مع 4 جيجابايت من ذاكرة الوصول العشوائي، ويتميز بشاشة عرض قياس 5.5 بوصة. تحتوي الشاشة على طلاء مقاوم للزيوت لمنع البصمات والهجمات القذرة.يتضمن الجهاز 16 جيجابايت من التخزين الداخلي القابل للتوسيع عبر بطاقة microSD، وبطارية سعة 2610 ميلي أمبير في الساعة. يتميز الجهاز بزر "الراحة" القابل للبرمجة على حافة الجهاز، والذي يمكن استخدامه لميزات مختلفة. يتميز ديتيك50 بكاميرا خلفية بدقة 13 ميجابكسل مع تثبيت الصورة الرقمي وفلاش مزدوج LED، وعدسة بزاوية واسعة 84 درجة وفتحة عدسة f/2.0 وضبط تلقائي للتركيز بالطور الفازي، بينما يرقى جهاز ديتيك60 إلى كاميرا بدقة 21 ميجابكسل وقدرة تسجيل فيديو 2160 بكسل، وعدسة بـ 6 عناصر بفتحة f/2.2. كلاهما يحتوي على كاميرا أمامية بدقة 8 ميجابكسل مع فتحة عدسة f/2.2 وفلاش., 60 بمستشعر بصمات الأصابع على الجزء الخلفي من الهاتف، بينما لا يتضمن جهاز ديتيك50 راديو FM الذي يفتقده ديتيك60.